# Ponthoile
Ponthoile là một xã ở tỉnh Somme, vùng Hauts-de-France, Pháp.

## Địa lý
Thị trấn này tọa lạc trên đường D235, khoảng 10 dặm Anh về phía tây bắc của Abbeville, gần vịnh Somme.

## Dân số
| 1698                                                         | 1772 | 1831 | 1851 | 1860 | 1901 | 1921 | 1946 | 1962 | 1968 | 1975 | 1982 | 1990 | 1999 |
| ------------------------------------------------------------ | ---- | ---- | ---- | ---- | ---- | ---- | ---- | ---- | ---- | ---- | ---- | ---- | ---- |
| 300                                                          | 399  | 728  | 878  | 904  | 851  | 715  | 661  | 569  | 599  | 537  | 509  | 502  | 547  |
| Số liệu điều tra dân số từ năm 1962, dân số không tính trùng |      |      |      |      |      |      |      |      |      |      |      |      |      |